# داريوس طومسون
داريوس جامار طومسون، ولد يوم 4 ماي سنة 1995 في مدينة ميرفرو. هو لاعب كرة سلة أمريكي محترف لنادي أنادولو إيفيس من الدوري التركي لكرة السلة والدوري الأوروبي لكرة السلة. طوله 193 سم، ويلعب في مركز لاعب هجوم خلفي.

## وصلات خارجية
لم يتم العثور على روابط لمواقع التواصل الاجتماعي.